# Torasjärvi (sjö i Finland, Lappland, lat 67,97, long 23,87)
Torasjärvi är en sjö i Finland. Den ligger i kommunen Muonio i landskapet Lappland, i den norra delen av landet, 900 km norr om huvudstaden Helsingfors. Torasjärvi ligger 247,3 meter över havet. Den är 8,48 meter djup. Arean är 4,92 kvadratkilometer och strandlinjen är 24,78 kilometer lång. Sjön  ingår i Torne älvs huvudavrinningsområde.   
I övrigt finns följande vid Torasjärvi:
- Olosjärvi (en sjö)